# Sente à Bigot
La sente à Bigot est une voie du 19e arrondissement de Paris, en France.

## Situation et accès
La sente à Bigot est une voie située dans le 19e arrondissement de Paris. Elle débute au 13, boulevard de la Commanderie et se termine en impasse. Elle constitue l'accès à l'atelier RATP de la Villette.

## Origine du nom

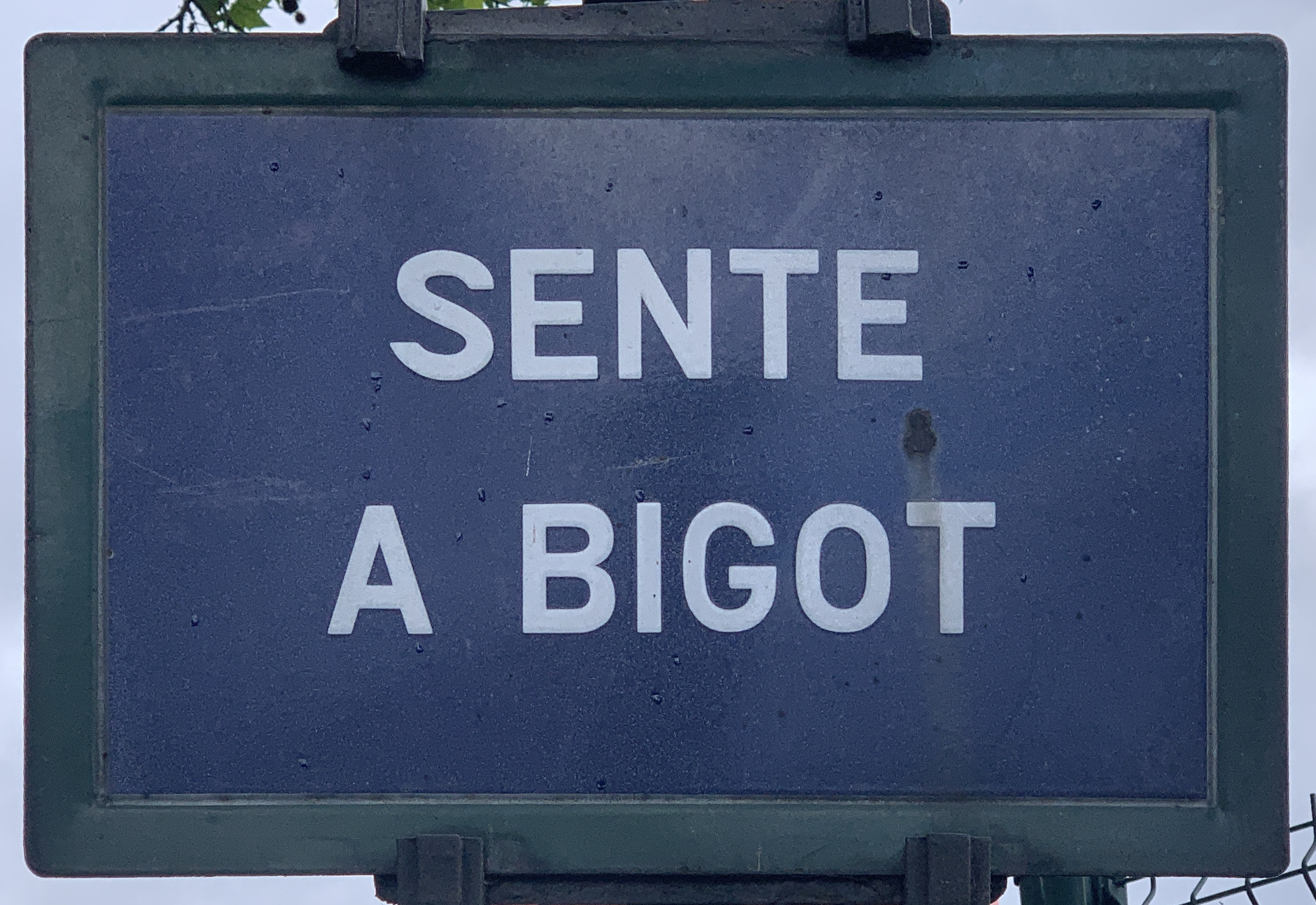
Plaque de la voie.

L'origine du nom de cette voie n'est indiquée dans aucun des ouvrages consultés.*
Dans le contrat de mariage de Mme Demars il est stipulé qu'elle possède des terres au lieu-dit sente à Bigot le 14 octobre 1810. À noter que depuis 1799 les maires d'Aubervilliers sont de cette famille.
Dès lors il est très improbable que la dénomination soit un hommage à la pianiste Marie Kiéné, épouse Bigot, car elle décède en 1820 et la voie portait déjà ce nom en 1810.
Plus tard la cité ouvrière cité Demars est recensée (vers 1850) (ce type de cité ouvrière n'est pas un lotissement ni un coron mais de l'habitat spontané).
Dans la commune d'Aubervilliers, la partie nord de la sente à Bigot est dénommée rue des Cités en 1868.
On peut penser qu'un sieur Bigot y tenait des terres avant 1810, la voie serait donc supposément une voie dont le nom fait référence à un propriétaire. Mais une autre étymologie reste possible (par exemple une référence à une église, que l'on trouve plus généralement au pluriel, rue des Bigots).

## Historique

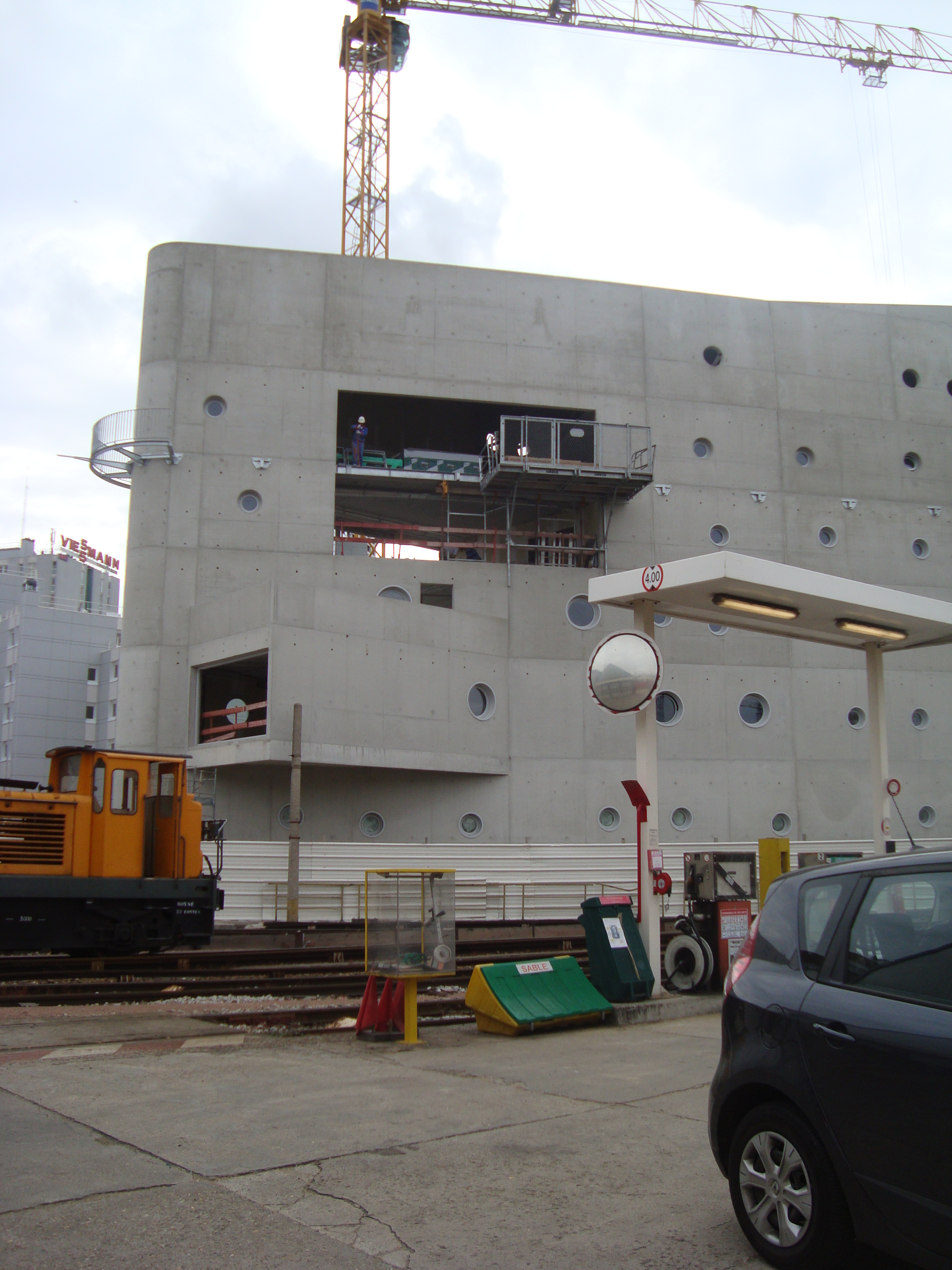
Bâtiment en fin de construction pour accueillir le personnel des ateliers du métro de Paris.

Cette voie est un ancien chemin rural situé autrefois sur le territoire d'Aubervilliers.
La partie au nord du boulevard de la Commanderie et du boulevard Félix-Faure à Aubervilliers prend le nom de « rue des Cités » en 1868, lorsqu’elle sera élargie à 12 mètres et pavée, car elle conduisait à la cité Demars, sur l'emplacement de la future cité Villette.
Elle est annexée à Paris par décret du 27 juillet 1930.
Elle a été déclassée partiellement par un arrêté du 2 septembre 1958.